# Хикотенкатль (муниципалитет)
Хикотенкатль (исп. Xicoténcatl) — муниципалитет в Мексике, штат Тамаулипас с административным центром в одноимённом городе. Численность населения, по данным переписи 2010 года, составила 22 864 человека.

## Общие сведения
Название Xicoténcatl дано в честь тласкальского монарха и военного деятеля — Хикотенкатля.
Площадь муниципалитета равна 871 км², что составляет 1,09 % от общей площади штата, а наивысшая точка — 271 метр, расположена в поселении Агуа-дель-Эбано.
Хикотенкатль граничит с другими муниципалитетами штата Тамаулипас: на севере с Льерой, на востоке с Гонсалесом, на юге с Эль-Манте, и на западе с Гомес-Фариасом.

## Учреждение и состав
Муниципалитет был образован в 1825 году, в его состав входит 194 населённых пункта, самые крупные из которых:
| Код INEGI | Населённый пункт                                                                                           | Численность населения (2005 год) | Численность населения (2010 год) |
| --------- | --- | -------------------------------- | -------------------------------- |
| 043       | Всего | 21877                            | 22864                            |
| 0001      | Хикотенкатль (исп. Xicoténcatl) 22°59′45″ с. ш. 98°56′41″ з. д.                                            | 8941                             | 9593                             |
| 0300      | Примеро-де-Майо (исп. Primero de Mayo) 22°57′42″ с. ш. 98°57′08″ з. д.                                     | 2465                             | 2445                             |
| 0198      | Эмилиано-Сапата (исп. Emiliano Zapata) 23°01′28″ с. ш. 98°53′01″ з. д.                                     | 883                              | 922                              |
| 0146      | Сегунда-Унидад-Хикотенкатль (исп. Segunda Unidad Xicoténcatl (El Aquiche)) 23°00′50″ с. ш. 98°52′46″ з. д. | 781                              | 854                              |
| 0292      | Мартирес-де-Рио-Бланко (исп. Mártires de Río Blanco (La Reforma)) 22°49′53″ с. ш. 99°00′35″ з. д.          | 801                              | 802                              |
| 0116      | Эль-Асукар (исп. El Azúcar) 22°57′04″ с. ш. 98°59′35″ з. д.                                                | 505                              | 498                              |
| 0006      | Альянса-Агрария (исп. Alianza Agraria) 22°48′22″ с. ш. 98°56′36″ з. д.                                     | 470                              | 493                              |

## Экономика
По статистическим данным 2000 года, работоспособное население занято по секторам экономики в следующих пропорциях: сельское хозяйство, скотоводство и рыбная ловля — 36,3 %, промышленность и строительство — 25,9 %, сфера обслуживания и туризма — 36,9 %, прочее — 0,9 %.
Основными видами экономической деятельности в муниципалитете является выращивание сахарного тростника, с 1948 года здесь функционирует сахарный завод «Aarón Sáenz Garza», единственное крупное промышленное предприятие в городе; в небольших масштабах, однако, имеют место скотоводство и выращивание других сельскохозяйственных культур.

## Инфраструктура
По статистическим данным 2010 года, инфраструктура развита следующим образом:
- электрификация: 96,9 %;
- водоснабжение: 93,9 %;
- водоотведение: 65,6 %.

## Достопримечательности
Среди достопримечательностей муниципалитета выделяются «Долина мамонтов» — место, где наблюдаются многочисленные окаменелости этих животных, называемые «цветами земли». Существует также плотина им. президента Эмилио Портеса Хиля, куда местные жители ходят на рыбалку.